# Roger Marche

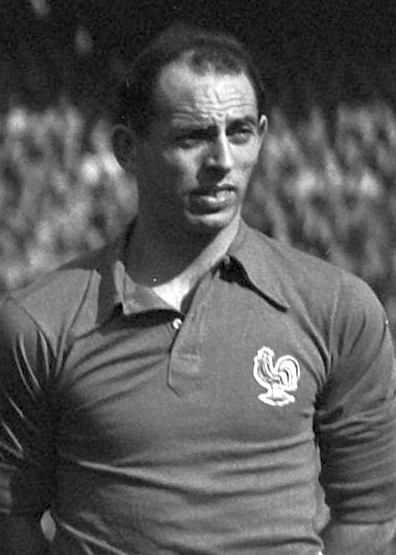
Roger Marche im Jahr 1949

Roger Marche (* 5. März 1924 in Villers-Semeuse Département Ardennes; † 1. November 1997 in Charleville-Mohon, Département Ardennes) war ein französischer Fußballspieler.

## Die Vereinskarriere
Seine ersten fußballerischen Stationen waren ASC Mohon und OFC Charleville, beide in der Nähe seines Geburtsortes im Grenzgebiet zu Belgien beheimatet. 1944 wechselte er, gemeinsam mit Pierre Flamion aus dem benachbarten Mohon, zu Stade de Reims; dort erhielt er bald den keineswegs bösartig gemeinten Spitznamen „Le sanglier des Ardennes“: als „Ardenner Wildschweine“ bezeichnen auch heute noch manche Fans des ebenfalls in dieser waldreichen Region kickenden CS Sedan die Spieler ihres Teams. Bei Roger Marche begründeten neben seiner Herkunft aber vor allem zwei persönliche Eigenschaften die Verleihung dieses Namens: zum einen war der linke Verteidiger ein gnadenloser Kämpfer, wenn auch kein reiner Zerstörer des gegnerischen Spiels. Zum anderen blieb er auch während seiner gesamten Profizeit in dem Dorf Mohon wohnen (1966 nach Charleville-Mézières eingemeindet), und er ist nur zu den jeweiligen Spielen nach Reims bzw. später nach Paris (80 bzw. 220 km entfernt) gefahren, hat also kaum je mit seiner jeweiligen Mannschaft trainiert. Dafür lief er täglich sechs bis sieben Kilometer durch die Wälder der Umgebung; er selbst sagte einmal, zwischen den Spielen habe er praktisch nie einen Ball gesehen. Heute wäre dies undenkbar, aber seine damaligen Trainer in Verein und Nationalelf haben das akzeptiert, zumal Marche auf dem Platz jederzeit seine Leistung erbrachte.
Bei Stade Reims spielte er zunächst unter der bis Ende 1944 noch bestehenden deutschen Besatzung in der Nordgruppe der höchsten Spielklasse, ab der Saison 1945/46 dann in der eingleisigen Division 1 – und dort immer in der Spitzengruppe (Plätze 4, 4, 2 und 3). Marche fiel aufgrund seiner Spielweise früh dem Auswahlkomitee des Verbands FFF auf und erhielt eine erste Berufung in die Nationalelf im März 1947. 1948/49 wurde er dann auch zum ersten Mal französischer Meister. 1950–1952 langte es „nur“ zu den Plätzen 3 bzw. 4, aber 1950 heimste Marche mit Reims den Landespokal ein und 1953 folgte sein zweiter Meistertitel. In diesem Jahr gewann der „Mann mit der hohen Stirn“ außerdem die Coupe Latine.
Nach zehn Jahren bei den Rémois schloss er sich 1954 dem Racing Club Paris an, mit dem er immer im oberen Drittel der Division 1 mitspielte, je zweimal Zweiter und Dritter wurde, aber keinen Meistertitel mehr errang. Auch im Pokal ging Racing leer aus, erreichte 1959 und 1961 lediglich das Viertelfinale. Nachdem Marche in der Saison 1961/62 nur noch bei zwei Spielen in der D1 berücksichtigt wurde (im Jahr zuvor noch in 36 Begegnungen), hängte er, achtunddreißigjährig, die Fußballschuhe an den sprichwörtlichen Nagel.

### Stationen seiner Laufbahn
- ASC Mohon
- Olympique FC Charleville
- Stade Reims (1944–1954)
- Racing Club Paris (1954–1962)

## Der Nationalspieler
Zwischen März 1947 und Dezember 1959 spielte Roger Marche insgesamt 63-mal (38 Spiele für Reims, 25 für Paris) in der Équipe Tricolore. Mit seinem siebenundvierzigsten Länderspiel (Dezember 1955) überbot er die Zahl der Einsätze von Étienne Mattler und war Rekordinternationaler seines Landes, bis Marius Trésor ihn 1983 überholte; Marche war zudem ab 1950 in 41 Spielen Kapitän des Teams. Außerdem wurde er in einem inoffiziellen Länderspiel, dem Watersnoodwedstrijd gegen niederländische Berufsfußballer am 12. März 1953, eingesetzt. In seinem allerletzten Spiel erzielte er auch seinen einzigen Länderspieltreffer; daraus allerdings zu folgern, dieses (Sieg-)Tor sei ein Abschiedsgeschenk der Spanier an einen großen Fußballer gewesen, geht an der Wahrheit vorbei: es handelte sich um einen scharfen, eigentlich verunglückten Schuss mit seinem schwachen rechten Fuß, der enormen Effet bekam und hinter dem verdutzten Barça-Torwart Antoni Ramallets einschlug.
Mit 34 Jahren nahm er unter seinem ehemaligen Mitspieler in Reims, dem Nationaltrainer und sélectionneur (Chef des Spielerauswahl-Komitees) Albert Batteux, an der Fußball-Weltmeisterschaft 1958 teil, kam dort allerdings nur zu einem Einsatz (beim Vorrundenspiel gegen Jugoslawien).

## Leben nach dem Fußball
Es verwundert nicht, dass Marche auch nach Ende seiner bemerkenswerten Karriere mit beiden Füßen auf dem Boden und seinem Wohnort treu blieb: er führte das Lokal (Bar-Tabac) in Mohon, das er seinen Schwiegereltern geschenkt hatte, als Wirt und betrieb daneben ein kleines Transportunternehmen. Ende 1997 starb er dort, wo er immer gelebt hat.

## Palmarès
- Französischer Meister: 1949, 1953
- Französischer Pokalsieger: 1950
- Gewinner der Coupe Charles Drago: 1954
- Gewinner der Coupe Latine: 1953
- 63 A-Länderspiele, ein Tor
- Französischer Rekord-Internationaler 1955–1983
- 542 Einsätze und 3 Tore in der D1 (301/1 für Reims, 241/2 für Paris), damit Spieler mit den achtmeisten Einsätzen (Stand: April 2008)